# Referendo no Turcomenistão em 1994
Um referendo sobre prorrogação do mandato do presidente Saparmyrat Nyýazow até 2002 foi realizado no Turquemenistão em 15 de janeiro de 1994. Nyýazow foi originalmente eleito sem oposição em 1990 e reeleito sem oposição em 1992, conquistando 98% dos votos nas duas ocasiões. Os resultados oficiais mostraram que a proposta foi aprovada por 99,9% dos eleitores, com a participação relatada em exatamente 100% dos 1.959.637 eleitores registrados.
No entanto, as eleições não foram realizadas em 2002, pois Nyýazow foi declarado presidente vitalício pela Assembleia em 28 de dezembro de 1999. Posteriormente, ele governou até sua morte em 2006.
| Alternativa                          | Votos     | %     |
| ------------------------------------ | --------- | ----- |
| A favor                              | 1,959,408 | 99,9  |
| Contra                               | 212       | 0,1   |
|                                      |           |       |
| Votos brancos/Nulos                  | 17        | –     |
| Total                                | 1,959,637 | 100.0 |
| Eleitores registrados/Comparecimento | 1,959,637 | 100.0 |